# Зайцевское сельское поселение (Кировская область)
Зайцевское сельское поселение — муниципальное образование в составе Котельничского района Кировской области России.
Административный центр — деревня Зайцевы.

## История
Зайцевское сельское поселение образовано 1 января 2006 года согласно Закону Кировской области от 07.12.2004 № 284-ЗО.

## Население
| 2010 | 2012 | 2013 | 2014 | 2015 | 2016 | 2017 |
| ---- | ---- | ---- | ---- | ---- | ---- | ---- |
| 626  | ↘615 | ↘606 | ↘599 | ↗610 | ↘597 | ↘574 |
| 2018 | 2019 | 2020 | 2021 |      |      |      |
| ↘555 | ↘542 | ↘515 | ↘475 |      |      |      |

## Населенные пункты
На территории поселения находится 7 населённых пунктов (население, 2010):
- деревня Зайцевы — 436 чел.;
- посёлок Восток — 160 чел.;
- станция Даровица — 10 чел.;
- деревня Екименки — 2 чел.;
- деревня Косолаповы — 0 чел.;
- деревня Шумиленки — 17 чел.;
- деревня Ярушниковы — 1 чел.